# Joel Nyberg
Joel Nyberg, född 16 juli 1847 i Fridene socken i Västergötland, död 25 april 1935 i Håbo-Tibble socken i Uppland, var en svensk byggmästare, huvudsakligen verksam i Stockholm där han uppförde ett 50-tal större byggnader.

## Biografi
Nyberg genomgick byggnadsskolan vid Tekniska skolan i Stockholm 1872–1874 och var därefter verkmästare hos byggmästaren G.F.O. Ståhl. År 1880 startade han egen verksamhet. Nyberg godkändes som byggmästare av Stockholms byggnadsnämnd 1891. Han uppträdde ibland både som byggherre och byggmästare, exempelvis för fastigheten Bryggaren 17 (hörnet Målargatan / Kungsgatan), byggd 1884 och Älgen 13 (Valhallavägen 104) som han uppförde mellan 1887 och 1888. I Håbo-Tibble förvärvade han på 1890-talet Frötuna gård (ej att förväxla med Frötuna gård i Rasbo socken) där han även var bosatt fram till 1934. Inom Håbo-Tibble landskommun beklädde han många förtroendeposter.

## Uppförda bostadshus (urval)

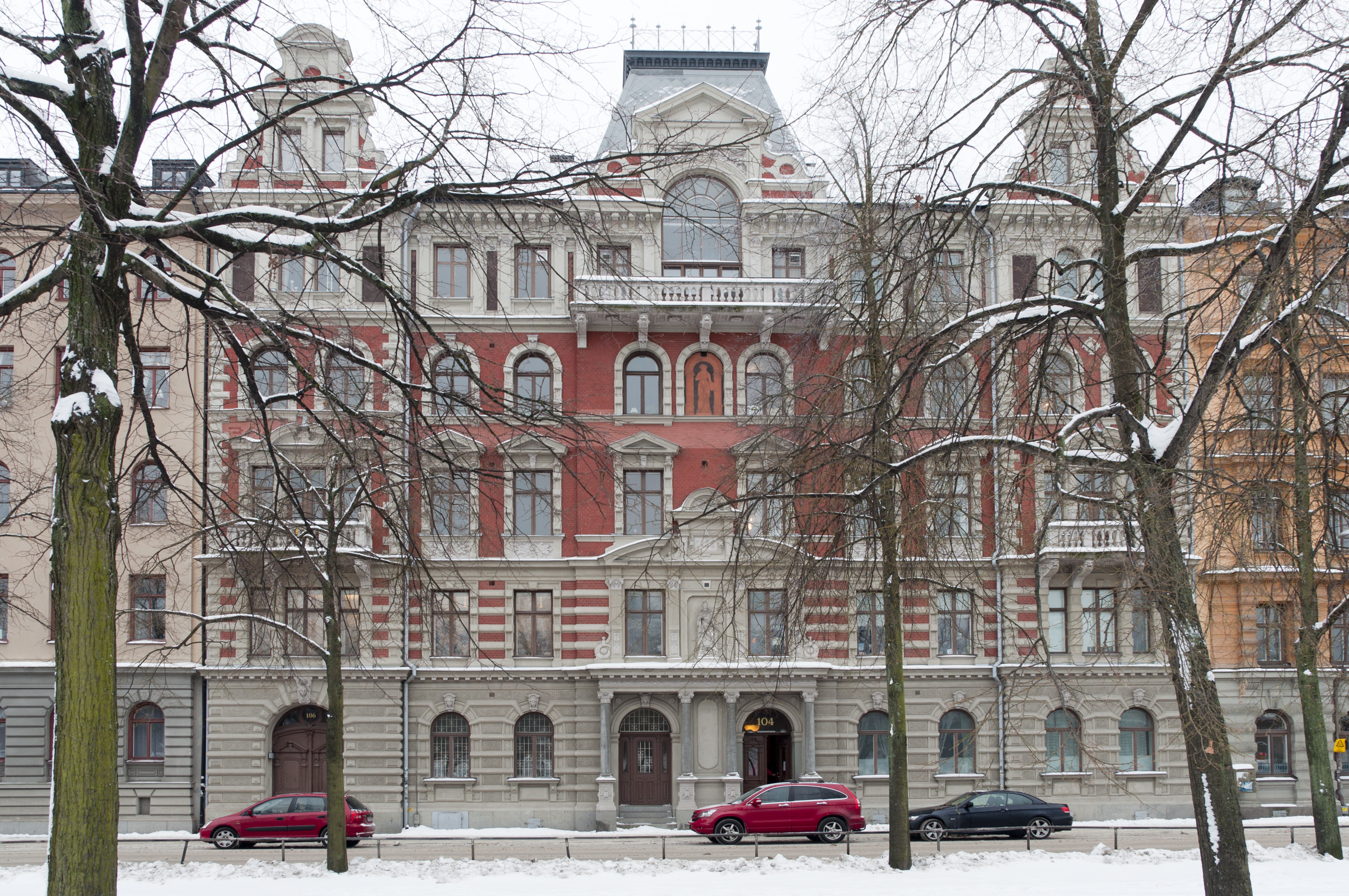
Älgen 13, Valhallavägen 104, uppfört av Nyberg 1887-1888. Arkitekt Johan Laurentz.

I kronologisk ordning. Kvartersbeteckningar och husnummer kan ha ändrats fram till idag.
- Paris 16 (Upplandagatan 30), 1880–1881.
- Stjärnfallet 1 (Upplandsgatan 38), 1880–1881.
- Fikonträdet 10 (Bergsgatan 17), 1882–1883.
- Adonis 9 (Tegnérgatan 25), 1883–1884.
- Bryggaren 5 och 12 (Kungsgatan 20), 1885–1886.
- Älgen 13 (Valhallavägen 37), 1887.
- Äpplet 9 (Kungsholmsgatan 17), 1889.
- Trasten 12 (Valhallavägen 97), 1894–1895.
- Trasten 13 (Valhallavägen 95), 1895–1896.
- Trasten 10 och 11 (Surbrunnsgatan 3 och 5), 1895–1896.